# Journey into Mystery (Loki)
 «Journey into Mystery» (en español: «Un viaje hacia el misterio») es el quinto episodio de la serie de televisión Loki, basada en Marvel Comics con el personaje homónimo. El argumento del episodio sigue a varias versiones alternativas al final del tiempo. Su ambientación transcurre en el Universo cinematográfico de Marvel (UCM) y siguiendo la cronología de sus películas. Fue escrito por Tom Kauffman y dirigido por Kate Herron. Tom Hiddleston repite su papel de Loki, incluyendo a otras variantes del personaje como Sylvie, interpretada por Sophia Di Martino, Jack Veal como una versión joven de Loki llamada Kid Loki, DeObia Oparei como Boastful Loki, y Richard E. Grant como Classic Loki.Gugu Mbatha-Raw, Wunmi Mosaku, Tara Strong y Owen Wilson también participan. Herron se unió a la serie en agosto de 2019. La filmación se dio en Pinewood Atlanta Studios con locaciones de rodaje en el área metropolitana de Atlanta.
«Journey into Mystery» fue emitido por Disney+ el 7 de julio de 2021. Las críticas fueron positivas en general, con elogios hacia la actuación de Grant, el ritmo y la preparación de la historia para el final de temporada. Tiene una duración de 48 minutos aproximadamente.

## Argumento
Sylvie se entera de Renslayer que Loki fue teletransportado al Vacío, una dimensión al final del Tiempo donde todo lo que la TVA elimina se vierte. Mientras tanto, Loki aprende de sus otras variantes que una criatura parecida a una nube llamada Alioth protege el Vacío y evita que alguien escape. En un intento por llegar a Loki, Sylvie se poda y escapa por poco de Alioth con la ayuda de Mobius. El jactancioso Loki intenta traicionar a los otros Lokis por otra variante de Loki (que fue elegido presidente en su línea de tiempo), lo que provoca una pelea, lo que obliga a Loki y sus aliados variantes a escapar. Después de reunirse con Loki, Sylvie propone un plan para acercarse a Alioth y encantarlo, con la esperanza de que los lleve al verdadero cerebro detrás de la creación de la AVT. Mientras los Lokis se dirigen hacia Alioth, Mobius usa un TemPad que Sylvie le robó a Renslayer para regresar a la TVA, mientras que los otros Lokis se refugian. Tras que Sylvie y Loki no pueden solos con Alioth, Loki Clásico crea una gran ilusión de Asgard como distracción y se sacrifica en el proceso, permitiendo que Loki y Sylvie encanten con éxito a la criatura. Los dos notan una ciudadela y caminan hacia ella.

## Producción

### Desarrollo
Para septiembre de 2018, Marvel Studios estaba desarrollando una serie protagonizada por Loki de Tom Hiddleston de las películas del UCM. El presidente de The Walt Disney Company, Bob Iger, confirmó que Loki estaba en desarrollo en noviembre. Kate Herron fue contratada para dirigir la serie en agosto de 2019. Herron y el guionista Michael Waldron son productores ejecutivos junto a Kevin Feige, Louis D'Esposito, Victoria Alonso y Stephen Broussard de Hiddleston y Marvel Studios. El quinto episodio, titulado «Journey into Mystery», fue escrito por Tom Kauffman. El título comparte su nombre con la serie de cómics homónima en la que se presentaron a Thor y Loki.

### Escritura
«Journey into Mystery» amplía las variantes adicionales de Loki: Classic Loki, Boastful Loki, Kid Loki y Alligator Loki, que se introdujeron por primera vez en la escena poscréditos del episodio anterior, The Nexus Event. Hiddleston lo llamó «completamente surrealista y un absoluto deleite» explorar otras versiones de los personajes con diferentes actores y sintió que cuando todos estaban juntos, era «una especie de fiesta surrealista» con Loki de Hiddleston inicialmente siendo el más diferente al personaje que los demás. Antes del estreno de la serie, Feige había mencionado que uno de los beneficios de explorar el multiverso y «jugar con el tiempo» era poder ver otras versiones de personajes, particularmente de Loki.
La historia de fondo de Classic Loki se concibió después de que Waldron reflexionara sobre la pregunta de «qué pasaría si» de lo que hubiera pasado si Loki hubiera sobrevivido a su muerte en Avengers: Infinity War (2018). Calificando la historia de fondo como un «experimento mental», Waldron agregó que fue «tan triste» y una «cosa trágica» cuando Classic Loki se da cuenta de que está destinado a estar solo. La experiencia de Richard E. Grant al ponerse en cuarentena para unirse a la producción fue «la clave para saber quién era el clásico Loki» y le permitió a Grant «concentrarse» en el discurso del personaje que explica su historia de fondo. Alligator Loki, una variante original creada para la serie, surgió de la reunión de presentación inicial de Waldron con Broussard y el coproductor ejecutivo Kevin Wright, con el razonamiento de que él era verde; este es también un punto de discusión que los Loki tienen en el episodio, tratando de determinar si Alligator Loki es en realidad un Loki. Waldron explicó que la posibilidad de una variante de cocodrilo es «tan estúpida, pero también tiene mucho sentido... Es el tipo de cosa irreverente que, en este programa, jugamos con claridad y hacemos que la audiencia se lo tome en serio». Una versión del guion describía a todas las variantes de Loki llegar para enfrentarse a Alioth porque no querían que el Loki de la serie «los eclipsara». 
El episodio presenta muchos Huevos de Pascua virtuales en el Vacío de los cómics, como el helicóptero de Thanos, Throg, la Torre Qeng, una edificación asociada con Kang el Conquistador y la cabeza del Tribunal Viviente, así como del UCM, como el casco de Yellowjacket, Mjolnir, el Helicarrier y el Dark Aster. Los Huevos de Pascua del mundo real incluyen el USS Eldridge, Polybius y el Ecto Cooler.

### Diseño
El disfraz de Loki se inspiró en la miniserie de cómics Vote Loki, mientras que el disfraz de Classic Loki se inspiró en el diseño del cómic de los años 60 de Jack Kirby. Grant había esperado que el disfraz hubiera sido más musculoso, lo que se habría comparado aún más con el diseño de Kirby. The Void presentaba cabezas grandes y criaturas parecidas a pavos reales que Farahani creó para ayudar a «infundir The Void con surrealismo». Inicialmente, la diseñadora de producción Kasra Farahani había imaginado una «versión más de Salvador Dalí-esque, Dada-esque del Void antes de decidirse por un estilo de páramos ingleses». Se construyeron aproximadamente siete conjuntos de varias partes del Vacío. La guarida de Kid Loki era un escenario de 360 grados que tenía «muchos cambios topográficos». Farahani dijo: «Lo imaginamos como una bolera fracturada con un elemento deslizante. Todas las líneas allí dibujan visualmente tu atención hacia el trono que imaginamos que era un viejo trono de Santa de un centro comercial, sacado de una realidad eliminada».

### Casting
El episodio está protagonizado por Tom Hiddleston como Loki, Sophia Di Martino como Sylvie, Gugu Mbatha-Raw como Ravonna Renslayer, Wunmi Mosaku como Hunter B-15, Jack Veal como Kid Loki, DeObia Oparei como Boastful Loki, Tara Strong como la voz. de Miss Minutes, Richard E. Grant como Classic Loki y Owen Wilson como Mobius M. Mobius. : 45:07–45:45  Además, Neil Ellice aparece como Hunter D-90. : 46:33 Chris Hemsworth hace un cameo de voz sin acreditar como Throg. Las variantes adicionales de Loki que aparecen como parte de su pandilla incluyen Glamshades Loki, Poky Loki, In Prison Loki y Bicycle Loki; estos fueron nombrados por la diseñadora de vestuario Christine Wada.

### Filmación y efectos visuales
El rodaje tuvo lugar en los estudios Pinewood Atlanta en Atlanta, Georgia,: 9 con la dirección de Kate Herron y Autumn Durald Arkapaw como directora de fotografía. : 2 La fotografía principal se llevó a cabo en el área metropolitana de Atlanta. El tiempo de ejecución de la filmación de las escenas que transcurren en The Void duró siete días.
Alligator Loki fue creado a través de Cgi, con un sustituto de peluche utilizado durante la filmación, que Herron sintió que era útil para que los actores interactuaran. El diseño de Alligator Loki también cambió varias veces, después de que una versión anterior fuera más un estilo de dibujos animados que era «un poco demasiado lindo». Herron sintió que se volvió «más y más divertido» a medida que el diseño se volvía más realista, alcanzando el «punto óptimo» cuando «se sentía como un verdadero caimán, pero con una especie de cuernos ligeramente alegres». Industrial Light & Magic (ILM), que trabajó en Alligator Loki, hizo referencia a un apoyo emocional de la vida real llamado Wally para determinar sus movimientos, y el supervisor de efectos visuales adicionales, Luke McDonald, señaló que la física de la vida real no se tomó en cuenta a veces. Herron se inspiró en las burlas del tiburón en Tiburón (1975) para Alioth, con McDonald haciendo referencia a erupciones volcánicas y flujos piroclásticos que cuentan con rayos térmicos para su diseño. Además de ILM, los efectos visuales del episodio fueron creados por Rise, Luma Pictures, Crafty Apes, Cantina Creative, Trixter y Method Studios. : 47:45–48:03 

### Música
A partir de este episodio, la compositora Natalie Holt incorporó un coro de treinta y dos personas en su partitura, además de los otros elementos, como un arreglo de la canción «Ride of the Valkyries» de Richard Wagner, cuando aparece en el episodio en donde Classic Loki está creando su ilusión de Asgard.

## Marketing
Después del lanzamiento del episodio, Marvel anunció productos inspirados en el episodio como parte de su promoción semanal "Marvel Must Haves" para cada episodio de la serie, incluidos Funko Pops para las variantes de Loki, una figura, ropa y accesorios de Cosbaby de Loki como Hot Toys y joyas. Marvel también lanzó un póster promocional de «Journey into Mystery», que incluía una cita del episodio.

## Lanzamiento
«Journey into Mystery» se lanzó en Disney+ el 7 de julio de 2021. El cortometraje de Los Simpsons, The Good, the Bart, and the Loki se lanzó junto con el episodio de Disney+, en el que Loki se une a Bart Simpson en un crossover que rinde homenaje a los héroes y villanos del UCM. Hiddleston repitió su papel de Loki en el corto.

## Recepción

### Respuesta crítica

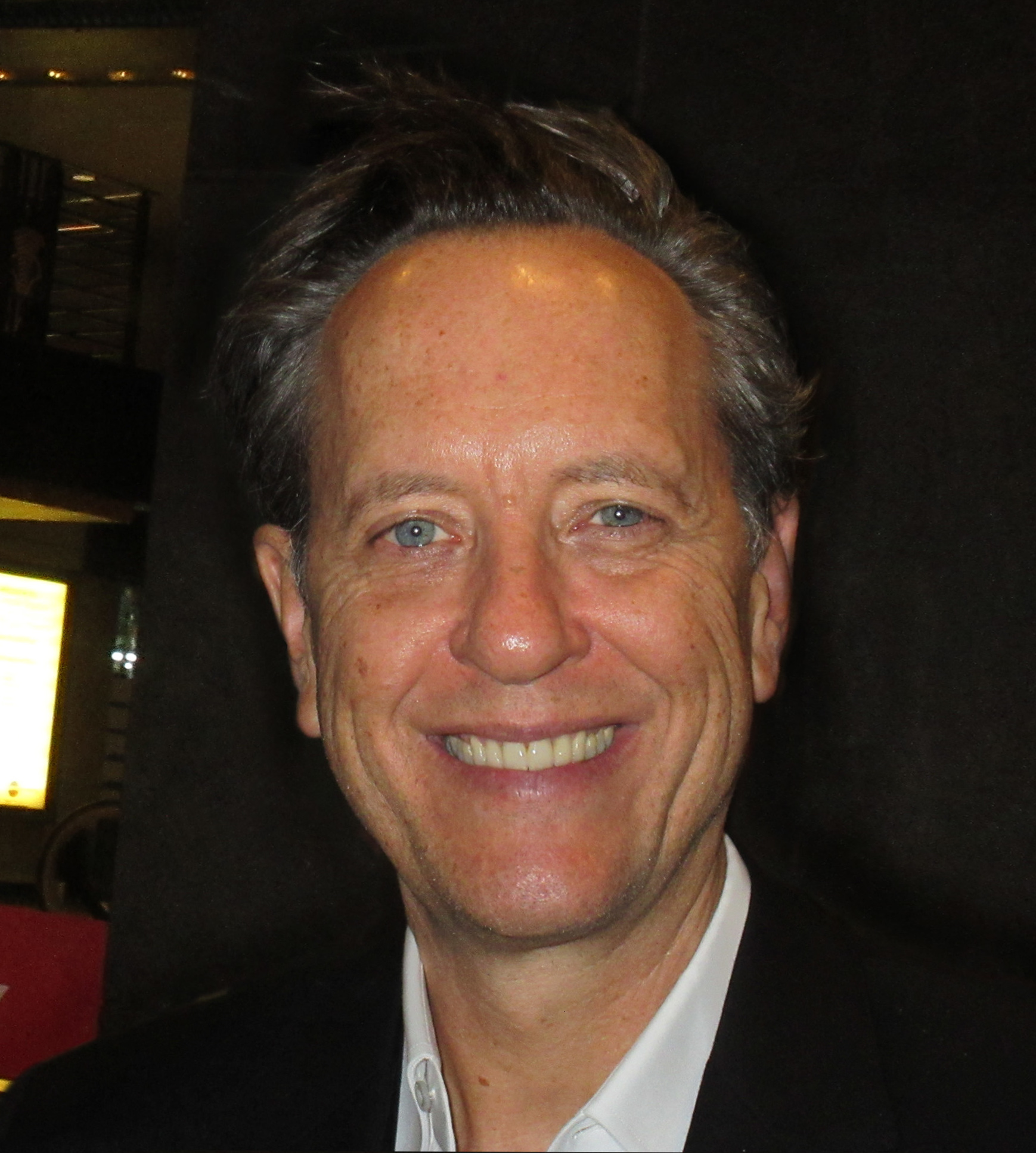
La actuación de Richard E. Grant como Classic Loki en el episodio fue ampliamente elogiada.

El agregador de reseñas Rotten Tomatoes informó una calificación de aprobación del 92% con una puntuación promedio de 8/10 basada en 26 reseñas. El consenso crítico del sitio dice: «Como un penúltimo viaje épico, ‘Journey Into Mystery’ empuja el pedal hasta el suelo y deja que un grupo de versiones de Loki haga lo suyo, especialmente una escena en la que se roba a Richard E. Grant en una excelente forma asgardiana».
Alan Sepinwall de Rolling Stone dijo que en la serie de cómics Journey into Mystery «todo era posible… lo que lo convierte en un apodo adecuado para un episodio absolutamente maravilloso de Loki donde lo mismo es cierto». Comentó que el episodio era una reminiscencia de la serie Lost, y creía que lo que hacía especial a «Journey into Mystery» era «la forma en que se estudia el potencial sin explotar al propio Loki, en sus muchas, muchas variaciones». Otros aspectos destacados fueron el abrazo entre Loki y Mobius y la expansión de la relación y conexión entre Loki con Sylvie. Sepinwall concluyó su revisión esperando un episodio final fuerte, algo que señaló que no había sido el caso con WandaVision y The Falcon and the Winter Soldier, aunque Loki «se siente diferente hasta ahora» y «todo hasta este punto merece un buen final».  Dándole al episodio un 8 sobre 10, Simon Cardy, de IGN  escribió en su reseña que el episodio hizo «un gran trabajo de mantener el ritmo conjunto por las revelaciones finales de la semana pasada. Muestra una escala impresionante, que va desde impresionantes amenazas apocalípticas hasta tiernos momentos de personajes tanto para los miembros del elenco nuevos como para los que regresan. Y aunque puede que no mueva la trama general en la misma medida que el episodio anterior, es un viaje agradable y uno de episodios más fuertes de Loki hasta ahora». Notó que mientras todas las variantes de Loki presentadas tuvieron sus momentos, el Classic Loki de Grant y "el absurdo de Alligator Loki" causaron una «impresión particularmente fuerte», y la «escena destacada» para él fue Loki y Sylvie expandiendo sus sentimientos el uno por el otro; Cardy sintió que Hiddleston y Di Martino «interpretan el momento maravillosamente, aportando una conmovedora sensación de humanidad». Cardy, sin embargo, lo llamó «una pena» que Renslayer todavía fuera un personaje subdesarrollado, dado que la audiencia aún no sabía mucho sobre ella. Al concluir su reseña, Cardy señaló que «quedaba mucho por hacer» en el episodio final, y esperaba que la serie «lograra terminar con una nota más fuerte [que WandaVision] y ofrecer un final tan emocionante como el misterio entretejido merece».
Escribiendo para The A.V. Club, Caroline Siede declaró que  «‘Journey Into Mystery’ es una maravilla de ver, ofrece una sensación de diversión oscuramente alocada digna de su traviesa protagonista. Y termina con una secuencia de acción apreciablemente a gran escala y un suspenso convincente para llevarnos al final de la próxima semana». Sintió que las diversas variantes de Loki trajeron «una chispa de bienvenida» a la serie, ampliando la cuestión de qué hace que un Loki sea él mismo, y dio la bienvenida al regreso de la cuestión del libre albedrío, que había sido «el hilo temático más convincente de la temporada». Siede sintió que el episodio «intenta hacer demasiado», diciendo: «Si bien la energía alocada del episodio hace que las cosas avancen bien, algunos de los ritmos emocionales se sienten bastante apresurados»; lo hubiera preferido si el programa hubiera pasado más tiempo en el Vacío y menos en Lamentis-1 (en el tercer episodio). Concluyó diciendo que «este episodio es divertido, elegante, irreverente y centrado en los personajes de una manera que sirve bien a la serie», lo que le da al episodio una "A–".

### Reconocimientos
Grant fue nombrado por el sitio webTVLine como «Artista de la semana» para la semana del 5 de julio de 2021, por su actuación en este episodio. El consenso del sitio declaró: «Habla de la calidad del trabajo de Grant en el quinto episodio de Loki, habiendo conocido a Classic Loki durante unos 40 minutos, sin embargo, nos sentimos profundamente involucrados emocionalmente en su supervivencia», y agregó que Grant «dio una actuación tan gloriosa como cualquier Loki podría esperar ser».